# Рик Џеј Џордан
Рик Џеј Џордан (енгл. Rick J. Jordan, рођ. Хендрик Штедлер, њем. Hendrik Stedler, 1. јануар 1968) је музички продуцент, дизајнер звука и аудио инжењер, а најпознатији је као бивши члан музичког састава Скутер.
Рик је од 2018. године члан бенда Лајхтматрозе као пратећи вокал, а свира и бас-гитару те још неколико инструмената.

## Младост и почеци
Рик је с пет година научио да свира клавир, а касније се и школовао за послове миксања звука.

## Музика
Прије него што је основан Скутер, Рик је заједно са Х.П. Бакстером основао бенд „Celebrate the Nun”. Поред тога, он је клавијатуре свирао и у још неколико бендова из Хановера.

### Скутер
Рик Џеј Џордан је у Скутеру све до почетка 2014. године био задужен за дизајн звука и мелодију. Напустио је Скутер почетком 2014. године, а његов посљедњи концерт с овим бендом је био у Хамбургу, 24. јануара 2014. године.

### Дискографија
Списак Џорданових дијела (не рачунајући пјесме које је снимио у бендовима Скутер и „Celebrate the Nun”):
- 1985 – Die Matzingers – Neandertal (албум)
- 1991 – S.A.X. – Marrakesh
- 1992 – La Toya – Let's rock the House (J. Jordan Dub)
- 1993 – Fine Time Poets – Unicorn
- 1994 – Hysteria – The Flood
- 1994 – Community feat. Fonda Rae – Parade (The Loop! mix)
- 1994 – Clinique Team feat. The Hannover Posse – Summer of Love
- 1994 – Holly Johnson – Legendary Children (The Loop! mix)
- 1994 – Tony Di Bart – The Real Thing (The Loop! mix)
- 1994 – Ru Paul – Everybody Dance (The Loop! mix)
- 1994 – Adeva – Respect (The Loop! mix)
- 1994 – Tag Team – Here It Is, Bam! (The Loop! mix)
- 1994 – Crown of Creation – Real Life (албум, продукција)
- 1995 – Kosmos feat. Mary K – Codo
- 1995 – Prince Ital Joe feat. Marky Mark – Babylon (The Loop! mix)
- 1995 – Nu Love – Can you feel the Love tonight
- 1995 – Chiron – I show you (The Loop! mix)
- 1996 – Sunbeam – Arms of Heaven
- 1996 – Sunbeam – Dreams
- 1996 – DJ Hooligan – I want you (The Loop! mix)
- 1998 – Clubtone – Put a little Love in your Heart (The Loop! mix)
- 1998 – D.O.N.S. feat. Technotronic – Pump up the Jam (The Loop! mix)
- 1999 – Chrome & Price – Sunrise (Loop D.C. Mix)
- 2008 – Sheffield Jumpers – Jump with me

## Лични живот
Рик је ожењен с Никол Сукар, која је такође повремено пјевала за Скутер својим нормалним, али у неким пјесмама и дигитално истањеним гласом, као што су "Nessaja", "Friends" и друге. 2007. године су добили ћерку која се зове Кајра. Џордан живи у Хамбургу.